# Mariinskite
La mariinskite è un minerale, è l'analogo del crisoberillo contenente cromo al posto dell'alluminio.
È stata scoperta nel giacimento di smeraldi di Mariinskoye, nei pressi di Malysheva, Oblast' di Sverdlovsk, Russia ed il nome è stato attribuito in riferimento alla località di ritrovamento.

## Morfologia
La mariinskite è stata scoperta sotto forma di granuli anedrali di dimensione compresa fra 0,01 e 0,3 mm di colore verde scuro. In alcuni casi presentano una geminazione analoga a quella del crisoberillo.

## Origine e giacitura
La mariinskite è stata trovata nella cromitite associata a fluorophlogopite, muscovite ricca di cromo, eskolaite e tormalina.